# Tabernaemontana
Tabernaemontana es un género con 100-110 especies de plantas de flores pertenecientes a la familia Apocynaceae, con una distribución tropical. Son arbustos y pequeños árboles que alcanza 1-15 metros de altura. Las hojas son perennes opuestas de 3-25 cm de longitud. Las flores son olorosas, blancas de 1-5 cm de diámetro.

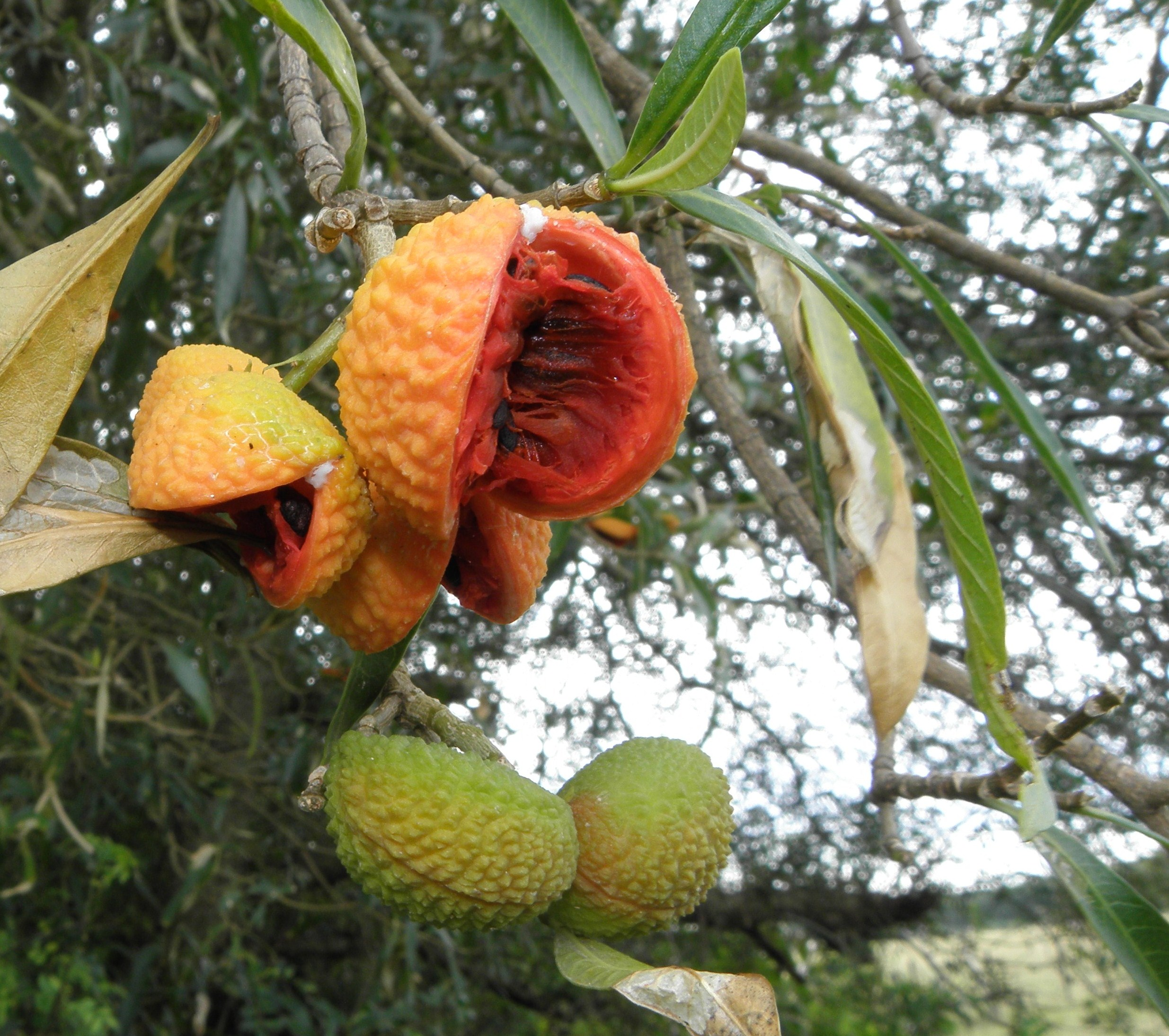
Frutos de palo víbora (Tabernaemontana catharinensis).

## Usos
Algunos miembros del género Tabernaemontana se usan como aditivo para algunas versiones de la bebida psicodélica ayahuasca.

## Descripción
Son arbustos o árboles con látex blanco y ramas bifurcadas. Hojas opuestas, glandulares. Inflorescencia cimoso-paniculada, con flores blancas; sépalos pequeños más o menos iguales; corola hipocrateriforme; anteras no aglutinadas a la cabeza del estilo; ovario apocárpico. Fruto de 2 folículos cortos, carnosos, dehiscentes y exhibiendo las numerosas semillas con conspicuo arilo anaranjado.

## Taxonomía
El género  fue descrito por Carlos Linneo y publicado en Species Plantarum 1: 210–211. 1753. La especie tipo es: Tabernaemontana citrifolia.
Etimología
Tabernaemontana: nombre genérico otorgado en honor de Jacob Theodor von Bergzabern (1520-1590). El siguiente es del Diccionario Etimológico de Nombres de Plantas de Stearn:. "... El médico personal del Conde de Palatino en Heidelberg, Alemania Occidental, latinizado con el nombre como Tabernaemontanus (que significa tavern en las montañas).

## Especies seleccionadas
- Tabernaemontana africana. África.
- Tabernaemontana alba . Centroamérica.
- Tabernaemontana alternifolia L. - corú de la India, cura de la India, curo de la India, curodapala de la India.[6]
- Tabernaemontana amygdalifolia. Sur México, América Central, norte Sudamérica.
- Tabernaemontana bovina. Sur China a Tailandia.
- Tabernaemontana bufalina. Sur China a Tailandia.
- Tabernaemontana calcárea. Madagascar.
- Tabernaemontana capuronii. Madagascar.
- Tabernaemontana catharinensis. Oeste de Sudamérica.
- Tabernaemontana ciliata. Madagascar.
- Tabernaemontana citrifolia L.. Caribe. - azajarito de Venezuela, pegojo de Cuba.[6]
- Tabernaemontana coffeoides. Madagascar.
- Tabernaemontana corymbosa. Sudeste de  Asia.
- Tabernaemontana crassa. Madagascar.
- Tabernaemontana crassifolia. Madagascar.
- Tabernaemontana cymosa. Oeste de Sudamérica.
- Tabernaemontana debrayi. Madagascar.
- Tabernaemontana donnell-smithii. México, América Central.
- Tabernaemontana divaricata . Norte de  India a Tailandia.
- Tabernaemontana elegans . Sudáfrica norte de Somalia.
- Tabernaemontana eusepala. Madagascar.
- Tabernaemontana eusepaloides. Madagascar.
- Tabernaemontana heyneana. India.
- Tabernaemontana humblotii. Madagascar.
- Tabernaemontana mocquerysii. Madagascar.
- Tabernaemontana pachysiphon. Este tropical de África.
- Tabernaemontana pandacaqui Lam.. Sudeste Asia, Australasia. - pandacaqui de Filipinas[6]
- Tabernaemontana phymata. Madagascar.
- Tabernaemontana retusa. Madagascar.
- Tabernaemontana rostrata. Sudeste de Asia.
- Tabernaemontana sambiranensis. Madagascar.
- Tabernaemontana sananho. Norte de Sudamérica.
- Tabernaemontana sessilifolia. Madagascar.
- Tabernaemontana siphilitica. Norte de Sudamérica.
- Tabernaemontana stellata. Madagascar.
- Tabernaemontana undulata. Sudamérica.
- Tabernaemontana ventricosa . Camerún, Sudáfrica.